# In Rave We Trust
Az "In Rave We Trust - Amateur Hour (Anthem Mix)" a német Scooter együttes 2017-ben megjelent kislemeze, a harmadik a "Forever" című albumukról. Refrénje és szövege az albumon található verzióból van kölcsönözve, de a többi rész vadonatúj. Ez a verzió a "100% Scooter - 25 Years Wild & Wicked" válogatáslemezre került fel, CD-változat nem készült belőle. A dal a Sparks együttes "Amateur Hour" című számának feldolgozása. Ez volt az utolsó kislemez, amely Phil Speiserrel közösen jelent meg.

## Története
Először 2017. július 7-én mutatták be a dalt egy lipcsei koncerten, néhány másik új számmal egybejátszva. Ekkor még teljesen más verzióban volt hallható, egy teljesen jumpstyle alapokra helyezett szám volt, egy alternatív refrénnel. A szeptemberben megjelent albumverzió már hardstyle alapokra épült, kicsit gyorsabb és keményebb lett, viszont bizonyos szempontból egyszerűbb.
2017 novemberében jelentették be, hogy a "100% Scooter - 25 Years Wild & Wicked" lemezen fog szerepelni, mint vadonatúj kislemez. Kapott egy alcímet ("Amateur Hour"), és ennek megfelelően egy harmadik, újra átírt verziót, mely inkább a progresszív house és az EDM felé lett eltolva.

## Számok listája
1. In Rave We Trust - Amateur Hour (Anthem Mix) (3:25)
2. In Rave We Trust - Amateur Hour (Anthem Club Mix) (4:41)

## Közreműködtek
- Ron Mael, Russel Graig (a refrén eredeti szerzői - Sparks együttes)
- H.P. Baxxter (szöveg)
- Phil Speiser, Michael Simon (zene)
- Jens Thele (menedzser)
- Martin Weiland (borítóterv)

## Más változatok
A 2017 nyarán megrendezett koncerteken még egy egész más, jumpstyle alapú változatát játszották. A "Forever" nagylemezre egy hardstyle alapú változat került fel.

## Videóklip
A klip néhány újonnan felvett jelenetet leszámítva a 2016-os kolozsvári Untold Festival-fellépésen készült koncertfelvételekből áll. A klipben egyszer felbukkan, és a végén állóképként meg is jelenik a fesztivál logója, mely feltételezi, hogy promóciós videóról van szó.